# Gøtugjógv
Gøtueiði is een dorp dat behoort tot de Eysturkommuna, een gemeente in het oosten van het eiland Eysturoy op de Faeröer. Tot 1 januari 2009 hoorde het bij de Gøtu kommuna. Deze gemeente ging op die dag samen met de aangrenzende Leirvíkar kommuna tot de huidige gemeente.
Gøtugjógv heeft 44 inwoners. De postcode is FO 511. Norðragøta en Syðrugøta zijn buurdorpen van Gøtugjógv gelegen aan de baai Gøtuvík.

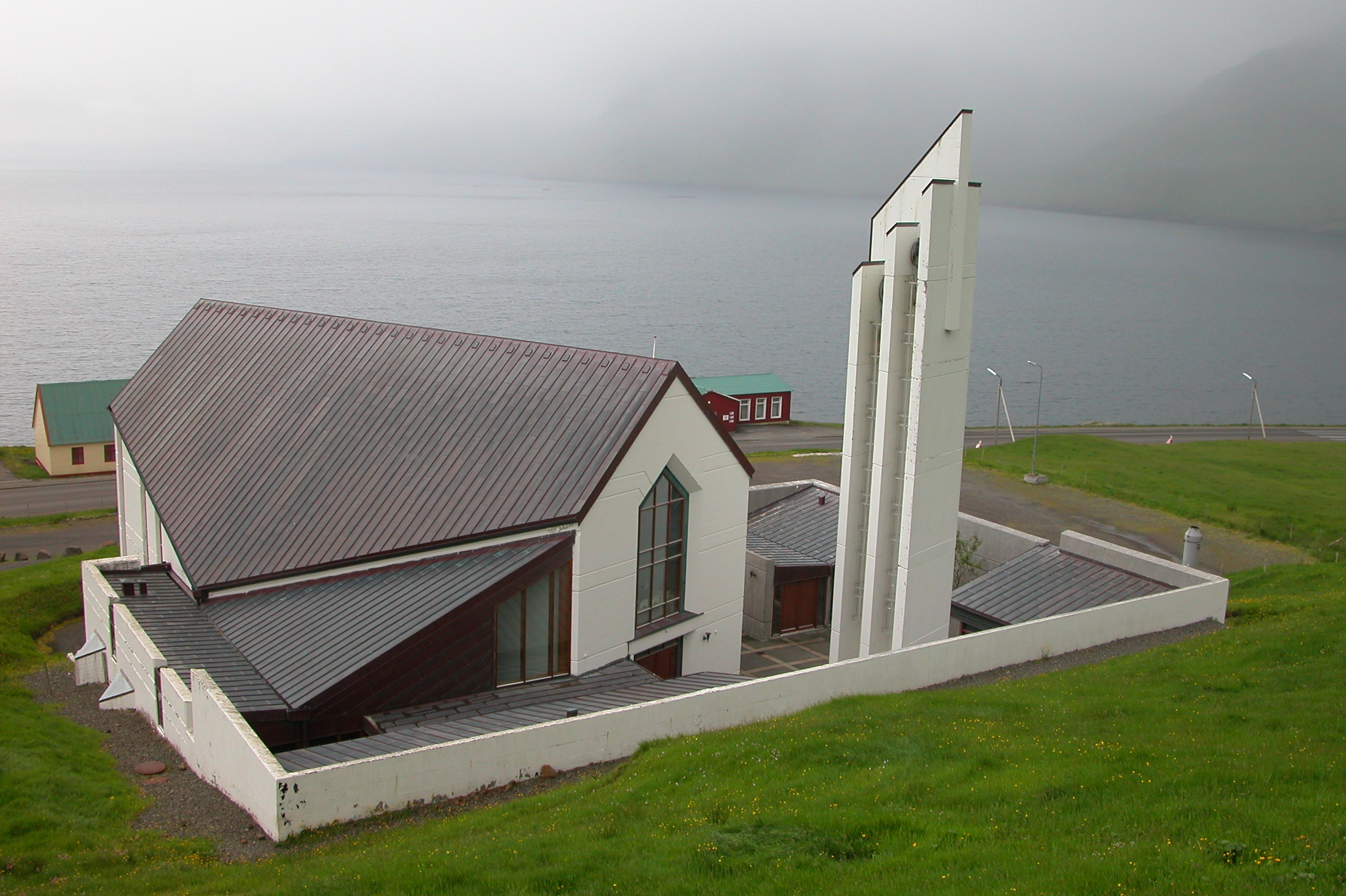
De kerk van Gøtu in Gøtugjógv